# Шевченківська сільська рада (Приазовський район)
| Шевченківська сільська рада — колишній орган місцевого самоврядування у Приазовському районі Запорізької області з адміністративним центром у с. Шевченка. Історична дата утворення: в 1959 році. Водоймища на території, підпорядкованій даній раді: р. Домузла. Сільській раді підпорядковані населені пункти: - с. Шевченка - с. Петрівка |

## Склад ради
Рада складається з 12 депутатів та голови.

### Керівний склад ради
| ПІБ                               | Основні відомості                              | Дата обрання | Дата звільнення |
| --------------------------------- | ---------------------------------------------- | ------------ | --------------- |
| Гарбарчук Володимир Олександрович | Сільський голова, 1961 року народження, освіта | 26.03.2006   | 31.10.2010      |

Примітка: таблиця складена за даними джерела